# Tryska
Tryska je zařízení, které umožňuje určit charakter proudu média, opouštějící určité zařízení. Tryska tvoří výstupní součást nejrůznějších stříkacích či rozprašovacích zařízení, reaktivních motorů a dalších zařízení.

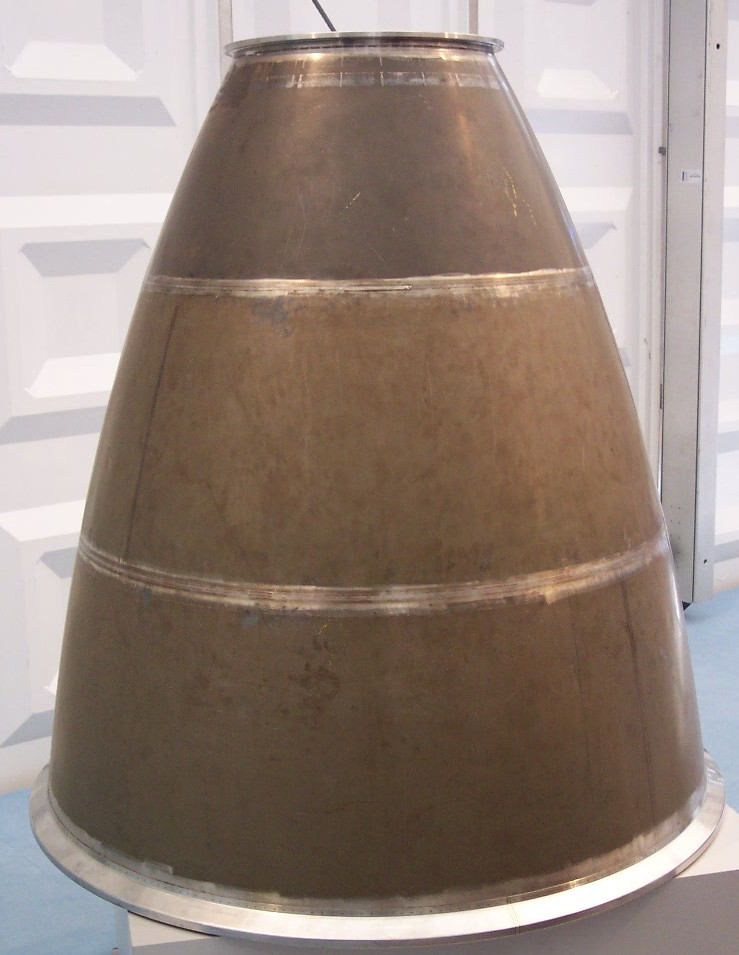
Raketová tryska
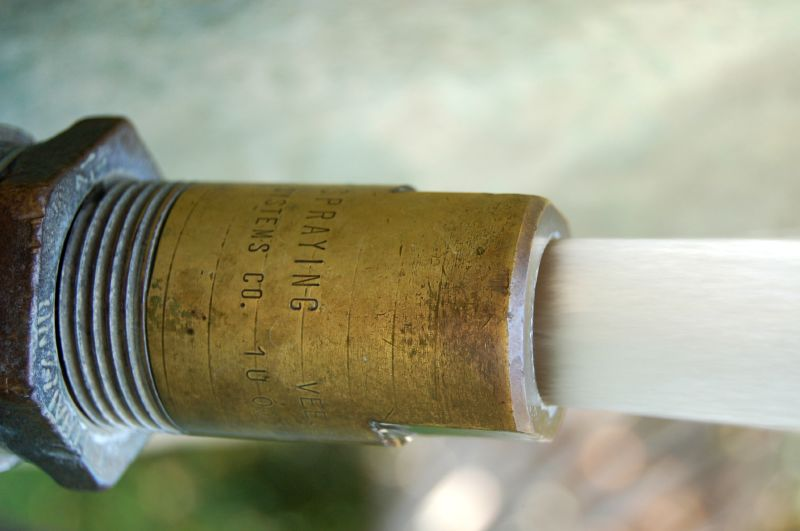
Vodní tryska